# Heilig Kreuz (Lachen SZ)

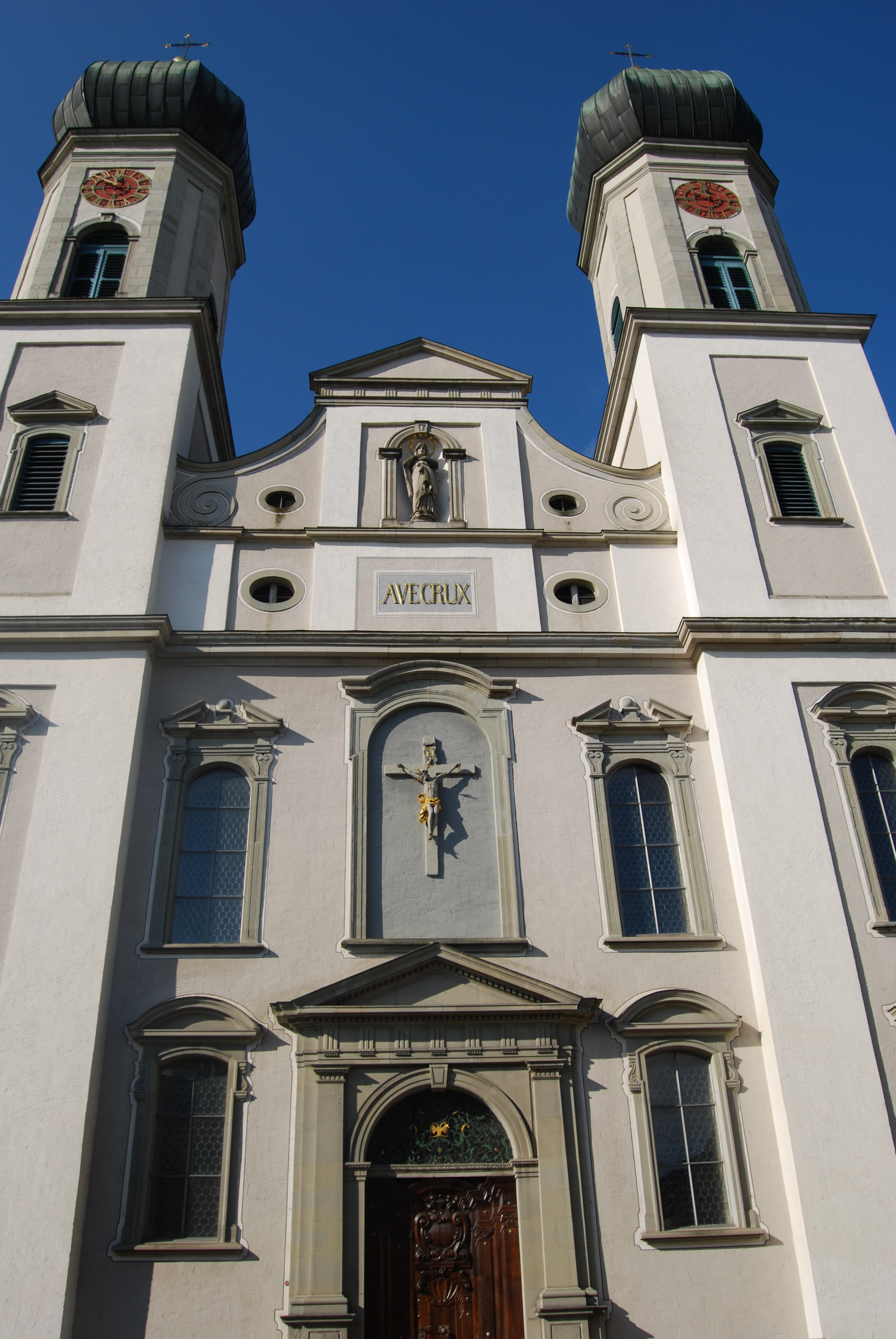
Das Portal der Pfarrkirche Heilig Kreuz

Die Pfarrkirche Heilig Kreuz ist die römisch-katholische Pfarrkirche von Lachen, Kanton Schwyz, Schweiz. Sie gehört zur Pfarrei Lachen, die Teil der Römisch-katholischen Kantonalkirche Schwyz und des Bistums Chur ist.

## Geschichte
Mit dem Bau der Kirche wurde, mit planerischen Mitwirkung des Einsiedler Klosterarchitekten Bruder Caspar Moosbrugger, 1708 begonnen. Mit dem Bau waren die Vorarlberger Brüder Peter und Gabriel Thumb beauftragt. Nach drei Jahren Bauzeit (ohne Innenausbau) fand die Kirchweihe durch den Konstanzer Weihbischof am 22. November 1711 statt.
Der Innenausbau wurde 1732 beendet, die Beschaffung der finanziellen Mittel hatte die Fertigstellung verzögert. Die Gesamtkosten beliefen sich auf 40.000 Gulden, was einem heutigen (Stand 7/2023) Wert von ungefähr 1,6 Millionen Schweizer Franken entspricht.

### Renovationen
- 1876: Erste Aussenrenovation
- 1882/1983: Erste Innenrenovation
- 1953/1954: Aussenrenovation
- 1955: Neues Glockengeläute
- 1967–1969: Innenrenovation
- 1985: Aussenrenovation

## Bauwerk

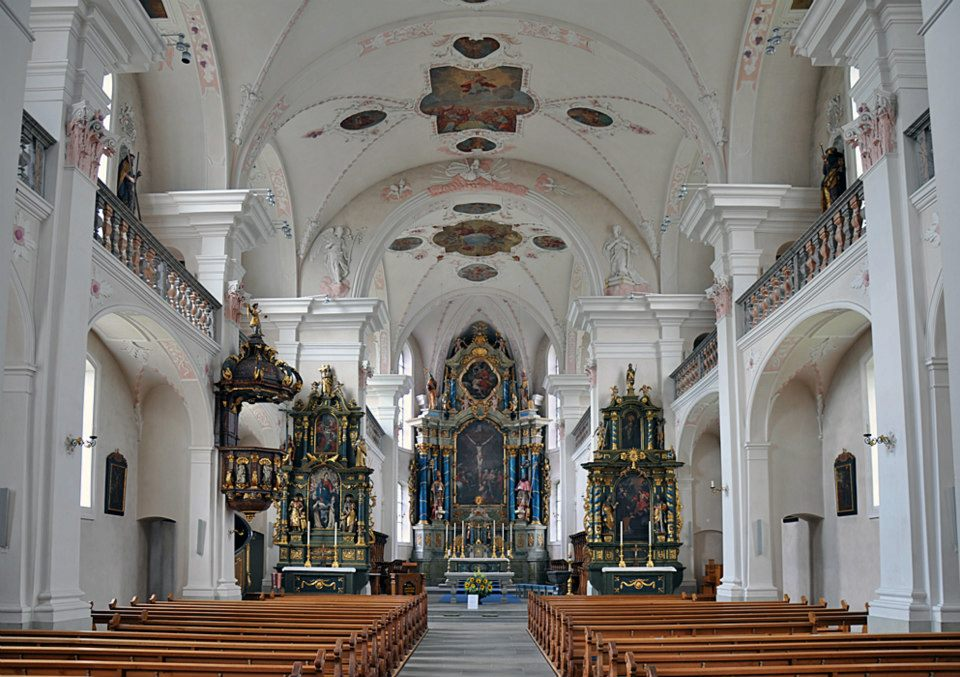
Das Kircheninnere

Die Kirche ist im Barockstil nach Vorarlberger Schema aus Stein erbaut. Die Länge beträgt 45 m, die Breite des Kirchenschiffs 18 m. Ihr Äusseres wird durch zwei markante, kuppelbedeckte Türme von 47 m Höhe im Osten sowie den Chorturm im Westen bestimmt. Die Kirche fasst 350 Personen im Schiff und 60 auf den Seitengalerien.

## Innenausbau und Kunsthandwerk

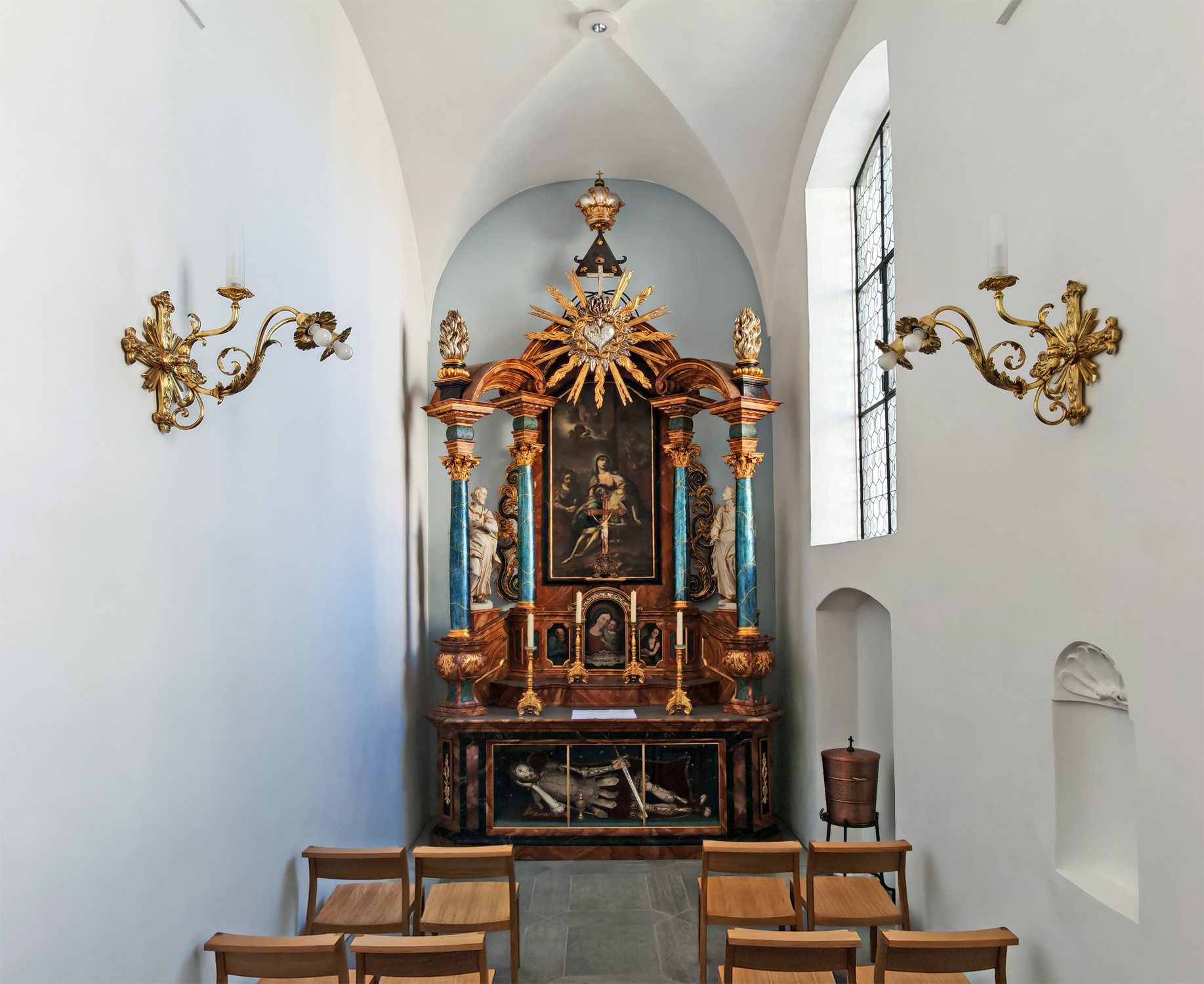
Die nach der Renovation 2024/25 reaktivierte Seitenkapelle

Die Stuckarbeiten wurden vom Tessiner Stuckateur Giovanni Battista Neurone geschaffen. Die Deckenbilder stammen von Johann Balthasar Steiner, Arth SZ. Die Haupttüre aus Eichenholz, das Chorgestühl und die Ratsherrenbänke, die Kanzel sowie die Schnitzereien am Hauptaltar wurden von den ortsansässigen Flachschnitzern Franz Josef und Johann Josef Brägger erstellt.
Die Kreuzigungsgruppe im Hochaltar wurde vom ebenfalls ortsansässigen Künstler Leonz Fridolin Düggelin 1733 gemalt. Die zahlreichen Holzplastiken im Barockstil wurden von Meister Jakob Hunger aus Rapperswil und dem Bildhauer Johann Baptist Wickart aus Zug erstellt. Der Hochaltar ist vom Altarbauer Johann Kaspar, St. Fiden.
Die beiden frühbarocken Seitenaltäre an der Chorbogenwand wurden aus der alten Kirche übernommen. Der Rosenkranzaltar aus dem Jahre 1665 wurde von Johann Baptist Wickart gestaltet, der Jakobusaltar vermutlich von Jakob Hunger Mitte des 17. Jahrhunderts.

## Orgel

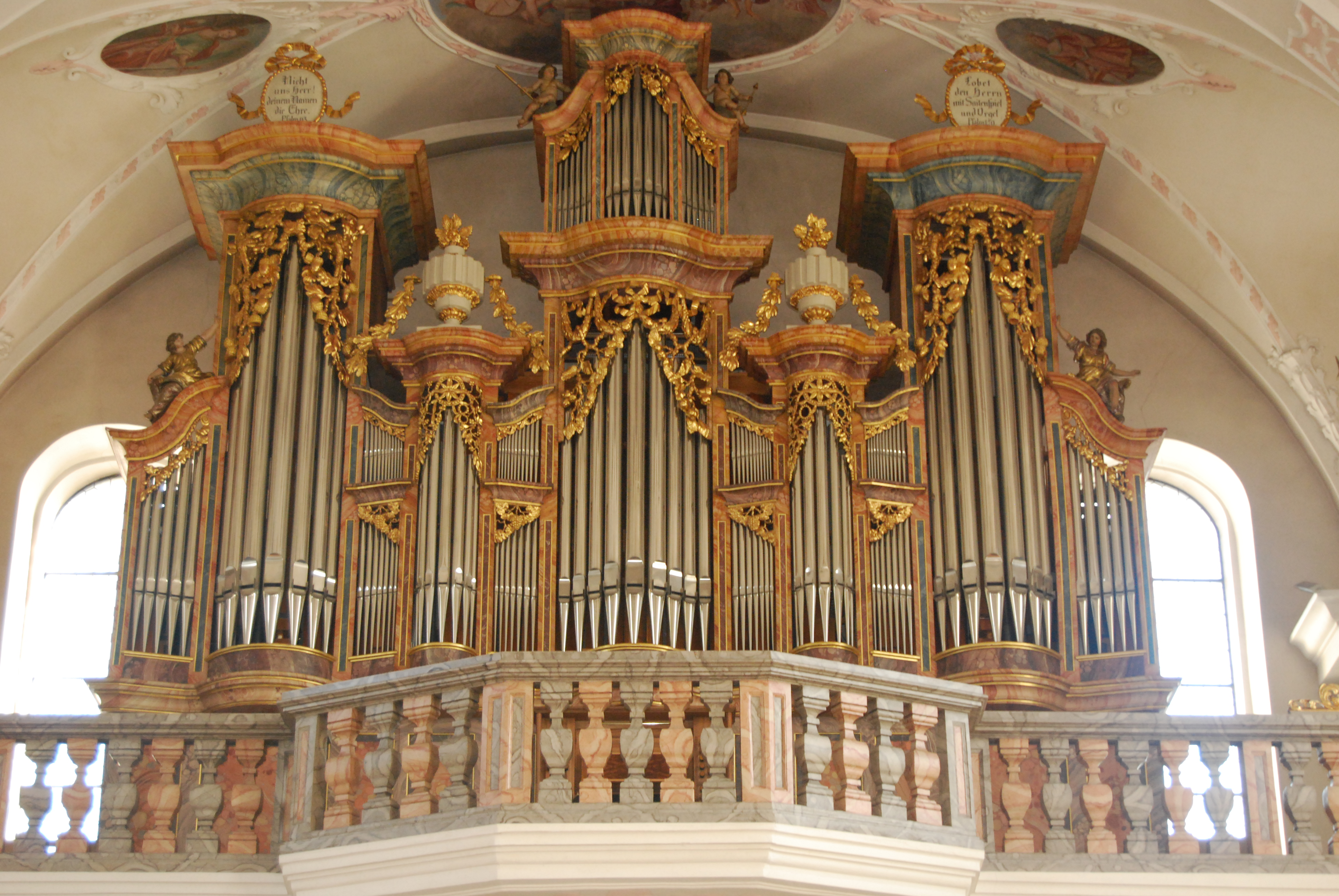
Orgel (2010)

Die Orgel ist mit 43 Registern und 3046 Pfeifen die drittgrösste Orgel im Kanton Schwyz (nach Einsiedeln und Schwyz). 2008 wurde sie komplett renoviert und die elektrische Registersteuerung durch ein computergesteuertes System ersetzt. Die Wiedereinweihung fand anlässlich des Kapellfestes am 29. März 2009 statt.
Bereits in der Vorgängerkirche stand eine Orgel; es finden sich allerdings nur Hinweise auf den Organistendienst und nicht über Details des Instrumentes. 1775 wurde der Beschluss gefasst, ein Positiv zu beschaffen. 1805 wurde die alte Orgel im Chor vom Orgelbauer Joseph Wallimann, Rickenbach LU aufgebaut und verstärkt. Diese war nicht brauchbar und wurde zehn Jahre später durch Michael Gangyner spielbar hergerichtet.
Nach langen Verhandlungen wurde 1859 eine Renovation vorgenommen und die Kollaudation fand am 17. Juni 1860 statt. Weitere Reparaturen folgten, bis 1902 die Firma Goll in Luzern mit einer umfassenden Renovation beauftragt wurde. Dabei wurde ein freistehender Spieltisch mit pneumatischer Registerauszügen erstellt. Gesamthaft war die Orgel aber veraltet und versagte immer wieder teilweise ihren Dienst. Die Firma Kuhn in Männedorf erhielt den Auftrag, das Instrument umfassend zu renovieren und zu vergrössern. Die Orgel wurde am 11. Juli 1926 eingeweiht. Während der Innenrenovation 1966–1970 wurde sie umfassend renoviert und um fünf Register erweitert.

## Glocken
In den beiden Türmen ist ein sechsstimmiges Glockengeläut und die Totenglocke. Die Evangelienglocke im Chorturm ist ausser Betrieb. Das Geläut ist das am tiefsten gestimmte im Kanton Schwyz. Eine Besonderheit ist zudem, dass die 1955 in Erding gegossenen Glocken nicht aus Bronze, sondern Euphon bestehen. Die Glocke im Südturm gehört zu den grössten Glocken in der Schweiz.
| Glocke | Name                                                 | Gewicht | Schlagton | Ersteller                  | Jahr      |
| ------ | ---------------------------------------------------- | ------- | --------- | -------------------------- | --------- |
| 1      | Heiligkreuz-Glocke (Südturm)                         | 6250 kg | F°        | Karl Czudnochowsky, Erding | 1955      |
| 2      | Friedensglocke (Nordturm)                            | 3500 kg | A°        | Karl Czudnochowsky, Erding | 1955      |
| 3      | Wetterglocke (Nordturm)                              | 2765 kg | c′        | Jakob Keller, Zürich       | 1876      |
| 4      | Marienglocke (Nordturm)                              | 1500 kg | d′        | Karl Czudnochowsky, Erding | 1955      |
| 5      | Bet-Heiliggeistglocke (Nordturm)                     | 1340 kg | e′        | Peter Füssli, Zürich       | 1575      |
| 6      | Schutzengelglocke (Nordturm)                         | 620 kg  | g′        | Karl Czudnochowsky, Erding | 1955      |
| 7      | Josefs-Totenglocke (Südturm)                         |         |           |                            | 1709/1832 |
| 8      | Chor-/Evangelienglöcklein (Chorturm, ausser Betrieb) |         |           |                            | 1812      |

## Umgebung
Das Beinhaus in unmittelbarer Nähe der Kirche wurde 1853 abgebrochen. Der Friedhof wurde 1954 geräumt, Gräber von ehemaligen Pfarrpersonen wurden belassen. Seit 1934 befindet sich der neue Friedhof bei der Kapelle im Ried.
Das Franzosendenkmal (Entwurf: Marius Beul, Umsetzung durch Johann Peter Hämmerli) erinnert an die aktive und helfende Neutralität der Schweiz während dem Deutsch-Französischem Krieg 1870/71.
Den 27 während des Ersten und Zweiten Weltkrieges verstorbenen Wehrmännern erinnert das Wehrmännerdenkmal mit der Bronzeplastik Totentanz des Künstlers Josef Nauer, Freienbach.